# Karl Lasch
Karl Lasch (ur. 29 grudnia 1904 w Kassel, zm. 1 czerwca 1942 we Wrocławiu) – niemiecki ekonomista i prawnik, działacz nazistowski, członek NSDAP i SA, od października 1939 do lipca 1941 gubernator dystryktu radomskiego, następnie, od sierpnia 1941 do stycznia 1942 był gubernatorem dystryktu Galicja.
Był szwagrem generalnego gubernatora Hansa Franka. Został aresztowany 24 stycznia 1942 pod zarzutem defraudacji i naruszenia przepisów celnych. Śledztwo prowadził SS-Oberführer doktor Eberhard Schöngarth (dowódca policji bezpieczeństwa i szef SD w Krakowie). W późniejszym czasie śledztwo zostało przekazane do sądu specjalnego we Wrocławiu. Postępowanie karne zakończono przed czasem, pod naciskiem Hitlera. Powodem była chęć uniknięcia skandalu. Lasch został prawdopodobnie zmuszony do samobójstwa lub zastrzelony 1 czerwca 1942 na osobisty rozkaz Himmlera.